# Michael T. Klare

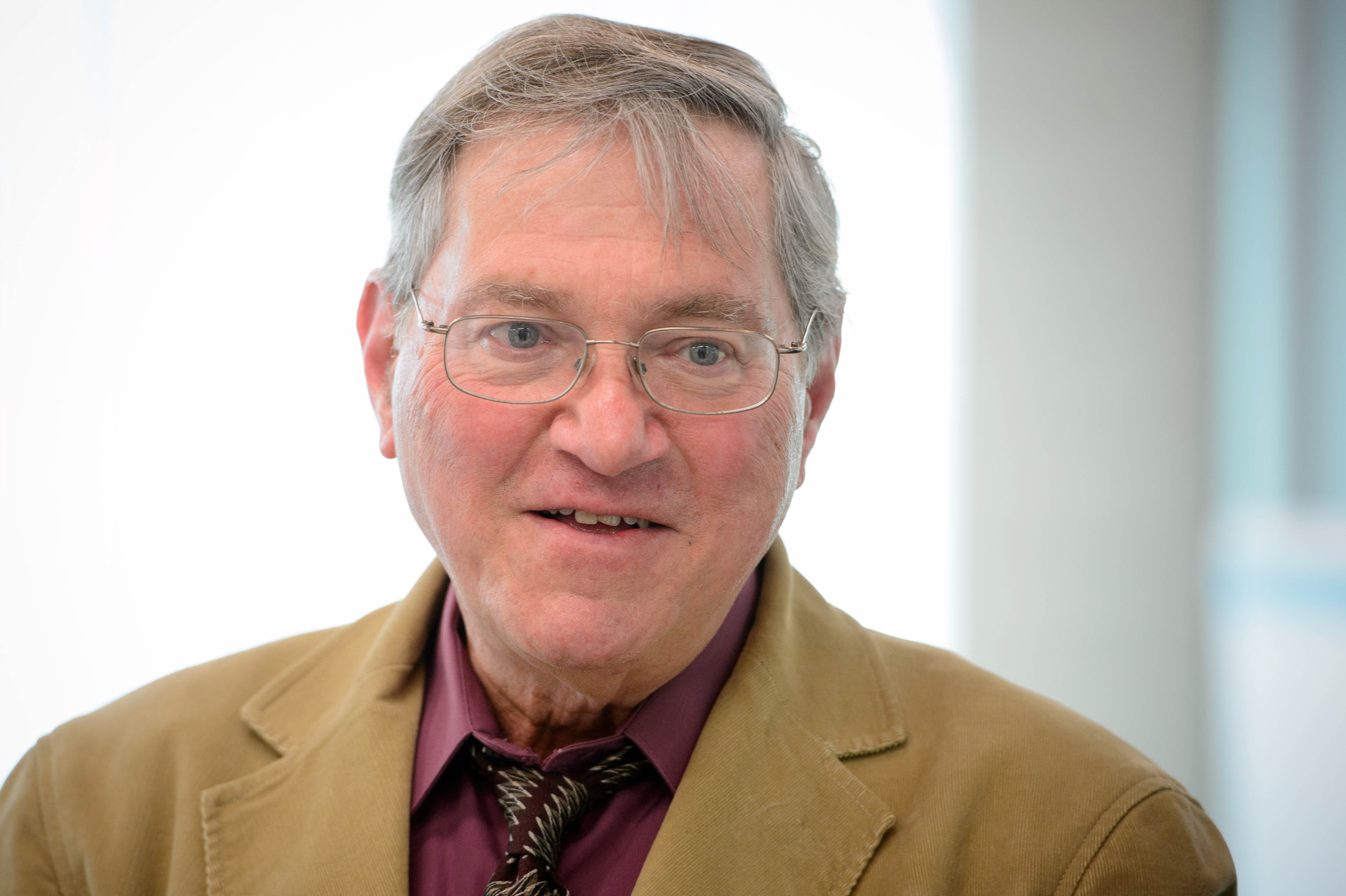
Michael T. Klare, 2013

Michael T. Klare (geboren 14. Oktober 1942 in New York City) ist ein US-amerikanischer Politikwissenschaftler.

## Leben
Michael Klare studierte an  der Columbia University (B.A. und M.A.) und wurde an der Graduate School des Union Institute promoviert.
Klare war Hochschullehrer an den Five Colleges und Direktor des Five College Program in Peace and World Security Studies (PAWSS). Klare forscht und publiziert über die US-amerikanische Militär- und Außenpolitik, die internationale Sicherheitspolitik, über den globalen Waffenhandel und über die internationale Ressourcenpolitik.
Klare war führendes Mitglied der Arms Control Association.

## Schriften (Auswahl)

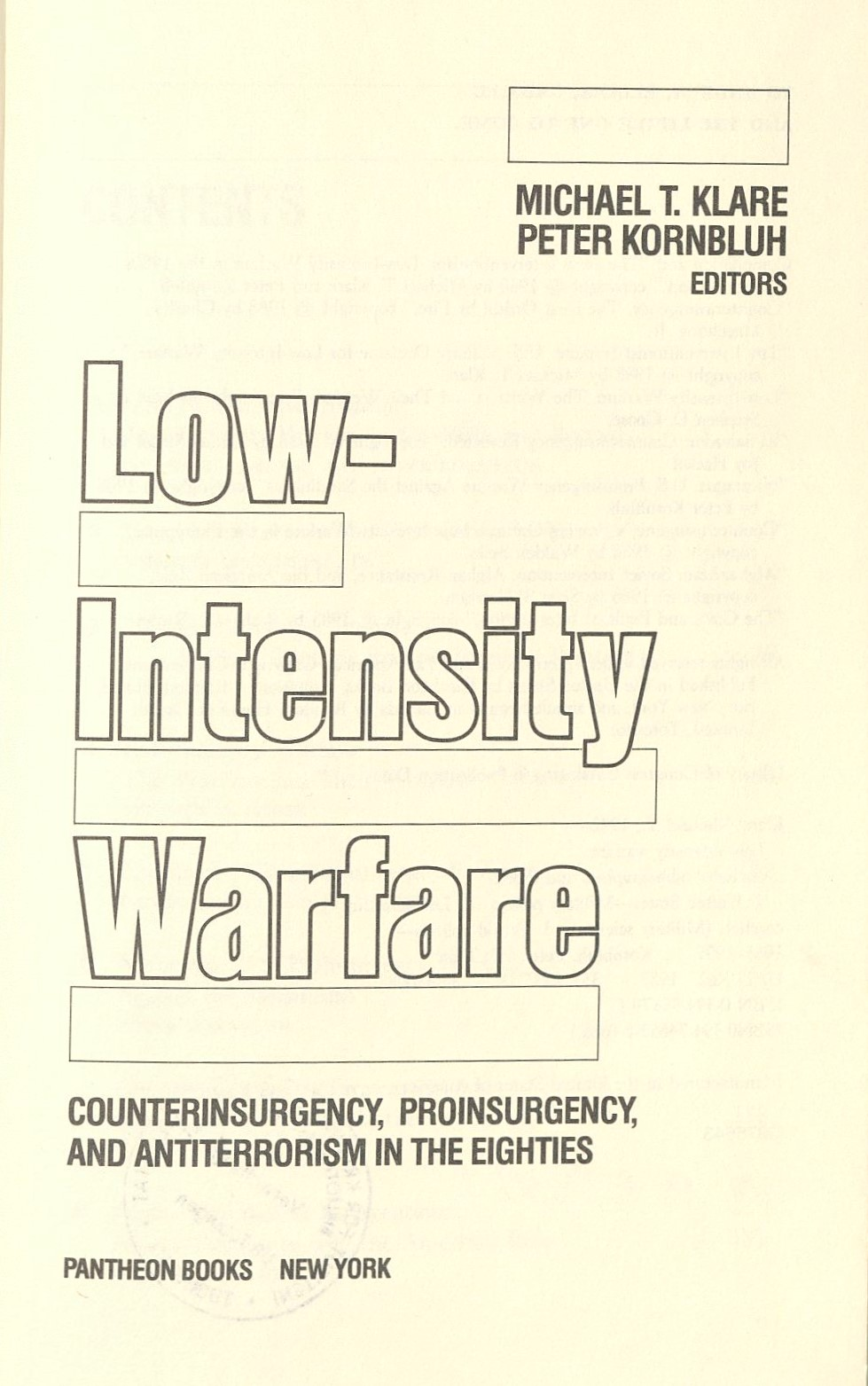
Low Intensity Warfare (1989)

- War Without End: American Planning for the Next Vietnams. New York: Knopf, 1972
- Michael T. Klare, Cynthia Arnson: Supplying Repression. New York: Field Foundation, 1978
- Beyond the 'Vietnam Syndrome': U.S. Interventionism in the 1980s. Washington, D.C.: Institute for Policy Studies, 1981
- Jederzeit, überall, mit allen Waffen ... Die Entwicklung der neuen Interventionspolitik der USA. Übersetzung Emi von Hoffmann, Lexi von Hoffmann, in: Militärpolitik Dokumentation e.V. (Hg.): Militärpolitik Dokumentation, 6. Jg. 1982, Heft 26, S. 1–101. ISSN 0171-9033
- American Arms Supermarket. Austin: University of Texas Press, 1984
- Mitherausgeber: Low-Intensity Warfare: Counterinsurgency, Proinsurgency and Anti-terrorism in the Eighties. New York: Pantheon, 1988
- Mitherausgeber: World Security: Challenges for a New Century. New York: St. Martin's Press, 1991
- Mitherausgeber: Peace and World Security Studies: A Curriculum Guide. Boulder, CO: Lynne Rienner, 1994
- Mitherausgeber: Lethal Commerce: The Global Trade in Small Arms and Light Weapons. Cambridge, MA: American Academy of Arts and Sciences, 1995
- Rogue States and Nuclear Outlaws: America's Search for a New Foreign Policy. New York: Hill & Wang, 1995
- Michael T. Klare, David Andersen: A Scourge of Guns: The Diffusion of Small Arms and Light Weapons in Latin America. Washington, D.C.: Federation of American Scientists, 1996
- Mitherausgeber: Light Weapons and Civil Conflict. Lanham, MD.: Rowman and Littlefield, 1999
- Resource Wars: The New Landscape of Global Conflict. New York: Owl Books, 2002
- Blood and Oil: The Dangers and Consequences of America’s Growing Dependency on Imported Petroleum. New York: Metropolitan Books, 2004
- Michael T. Klare, Peter Kornbluh (Hrsg.): Low Intensity Warfare: How the USA Fights Wars Without Declaring Them. New York : Methuen, 1989 ISBN 0-413-61590-1
- Light Weapons and Civil Conflict. 1999
- Resource Wars. 2001
- Blood and Oil. 2004
- Rising Powers, Shrinking Planet: The New Geopolitics of Energy. Henry Holt, 2008, ISBN 978-0-8050-8064-3
- The Race for What's Left: The Global Scramble for the World's Last Resources. Metropolitan Books, 2012 ISBN 978-0805091267
- All Hell Breaking Loose: The Pentagon's Perspective on Climate Change. New York: Henry Holt, 2019, ISBN 978-1-62779-248-6